# Chrześcijaństwo w Nigerii
Chrześcijaństwo jest główną religią Nigerii. Według najnowszych danych na 2010 rok obejmuje 50,8% ludności kraju. Chrześcijanie dominują w południowej i centralnej części Nigerii. Według Pew Research Center, Nigeria posiada najliczniejszą społeczność chrześcijańską spośród krajów afrykańskich – ponad 80 milionów osób należących do kościołów różnych wyznań. Liczba chrześcijan w Nigerii wzrosła z 21,4% w 1953 roku do 50,8% w 2010 roku. Najliczniejsze grupy chrześcijańskie w Nigerii to protestanci (głównie zielonoświątkowcy) i katolicy.

## Prześladowanie chrześcijan
Jak donosi organizacja Głos Prześladowanych Chrześcijan w 1999 roku muzułmańscy przywódcy wprowadzili prawo szariatu w 12 północnych stanach i na niektórych obszarach czterech innych stanów. W ostatnich latach dochodzi do znacznego nasilenia przemocy w stosunku do chrześcijan w północnej i środkowej Nigerii. W wyniku licznych aktów terroru i pogromów śmierć poniosły tysiące osób, w tym wielu duchownych. Islamscy ekstremiści spalili też wiele kościołów i domów należących do chrześcijan.
Najbardziej znaną z ataków na chrześcijan jest islamska bojówka Boko Haram, mająca na celu całkowite wyeliminowanie chrześcijaństwa z północy Nigerii. W maju 2012 roku prezydent Nigerii Goodluck Jonathan ogłosił stan wyjątkowy w niektórych północno-wschodnich regionach kraju. Władze rozpoczęły walkę z wojującymi islamistami. Do 30 lipca tegoż roku aresztowano 42 podejrzanych o członkostwo w Boko Haram.